# 犬山 (犬山市)
犬山（いぬやま）は、愛知県犬山市の地名。

## 地理

### 字一覧
- 相生（あいおい）[WEB 6]
- 青木（あおき）[WEB 6]
- 赤鍋（あかなべ）[WEB 6]
- 上り屋（あがりや）[WEB 6]
- 秋葉下（あきばした）[WEB 6]
- 愛宕（あたご）[WEB 6]
- 石田（いしだ）[WEB 6]
- 一本杉（いつぽんすぎ）[WEB 6]
- 大坪（おおつぼ）[WEB 6]
- 甲塚（かぶとづか）[WEB 6]
- 神子森（かみこもり）[WEB 6]
- 上時迫間（かみときはざま）[WEB 6]
- 神ノ木（かみのき）[WEB 6]
- 上蓮池（かみはすいけ）[WEB 6]
- 殻池（からいけ）[WEB 6]
- 勧行洞（かんぎようぼら）[WEB 6]
- 官林（かんりん）[WEB 6]
- 北笠屋（きたかさや）[WEB 6]
- 北首塚（きたくびづか）[WEB 6]
- 北古券（きたこけん）[WEB 6]
- 北小杉（きたこすぎ）[WEB 6]
- 北志水（きたしみず）[WEB 6]
- 北天神（きたてんじん）[WEB 6]
- 北白山平（きたはくさんびら）[WEB 6]
- 北別祖（きたべつそ）[WEB 6]
- 木ノ下（きのした）[WEB 6]
- 御門先（ごもんさき）[WEB 6]
- 三反田（さんたんだ）[WEB 6]
- 下時迫間（しもときはざま）[WEB 6]
- 末友（すえとも）[WEB 6]
- 瑞泉寺（ずいせんじ）[WEB 6]
- 専正寺町（せんしようじまち）[WEB 6]
- 高見町（たかみちよう）[WEB 6]
- 辰ケ池（たつがいけ）[WEB 6]
- 大門先（だいもんさき）[WEB 6]
- 蝶ケ坪（ちようがつぼ）[WEB 6]
- 寺下（てらした）[WEB 6]
- 寺畑（てらはた）[WEB 6]
- 天王坂（てんのうざか）[WEB 6]
- 天白（てんぱく）[WEB 6]
- 天白松下（てんぱくまつした）[WEB 6]
- 出口（でぐち）[WEB 6]
- 中野（なかの）[WEB 6]
- 中ノ宮（なかのみや）[WEB 6]
- 中ノ宮下（なかのみやした）[WEB 6]
- 中道（なかみち）[WEB 6]
- 西庵ノ尻（にしあんのじり）[WEB 6]
- 西岩神（にしいわがみ）[WEB 6]
- 西古券（にしこけん）[WEB 6]
- 西三条（にしさんじよう）[WEB 6]
- 西大門先（にしだいもんさき）[WEB 6]
- 西畑（にしはた）[WEB 6]
- 西林崎（にしはやしざき）[WEB 6]
- 西馬場先（にしばばさき）[WEB 6]
- 西平（にしひら）[WEB 6]
- 西山下（にしやました）[WEB 6]
- 野畔（のぐろ）[WEB 6]
- 白山平（はくさんびら）[WEB 6]
- 畠田（はたけだ）[WEB 6]
- 東古券（ひがしこけん）[WEB 6]
- 東小島町（ひがしこじまちよう）[WEB 6]
- 東三条（ひがしさんじよう）[WEB 6]
- 東畑（ひがしはた）[WEB 6]
- 東馬場先（ひがしばばさき）[WEB 6]
- 東洞（ひがしぼら）[WEB 6]
- 東山下（ひがしやました）[WEB 6]
- 東余坂（ひがしよざか）[WEB 6]
- 富士見町（ふじみちよう）[WEB 6]
- 堀ノ内（ほりのうち）[WEB 6]
- 身打田（みうちだ）[WEB 6]
- 南笠屋（みなみかさや）[WEB 6]
- 南首塚（みなみくびづか）[WEB 6]
- 南古券（みなみこけん）[WEB 6]
- 南小杉（みなみこすぎ）[WEB 6]
- 南志水（みなみしみず）[WEB 6]
- 南別祖（みなみべつそ）[WEB 6]
- 南山（みなみやま）[WEB 6]
- 妙覚（みようかく）[WEB 6]
- 薬師（やくし）[WEB 6]
- 薬師町（やくしちよう）[WEB 6]
- 柳町（やなぎまち）[WEB 6]
- 藪下（やぶした）[WEB 6]
- 山寺（やまでら）[WEB 6]
- 四日市（よつかいち）[WEB 6]

### 河川・池沼
- 木曽川
- 新郷瀬川

### 交通
- 名鉄犬山線犬山口駅・犬山駅・犬山遊園駅
- 愛知県道27号春日井各務原線
- 愛知県道64号一宮犬山線
- 愛知県道183号浅井犬山線
- 愛知県道185号栗栖犬山線
- 尾張パークウェイ

### 施設
- 犬山城
- 犬山市文化史料館（城とまちミュージアム）
- 成田山名古屋別院大聖寺
- 瑞泉寺
- 有楽苑
  - 如庵
- ホテルインディゴ犬山有楽苑
- 日本モンキーパーク
  - 若い太陽の塔
- どんでん館
- 犬山市立図書館
- 愛知県立犬山高等学校

## 歴史

### 人口の変遷
国勢調査による人口および世帯数の推移。
| 1995年（平成7年）  | 708世帯 2070人   |  |
| 2000年（平成12年） | 5494世帯 14645人 |  |
| 2005年（平成17年） | 5849世帯 14880人 |  |
| 2010年（平成22年） | 6010世帯 14863人 |  |
| 2015年（平成27年） | 831世帯 2057人   |  |
| 2020年（令和2年）  | 847世帯 2059人   |  |

### WEB
1. 1 2  総務省統計局 (2022年2月10日). “令和2年国勢調査の調査結果(e-Stat) - 男女別人口，外国人人口及び世帯数－町丁・字等” (CSV). 2023年8月2日閲覧。
2. ↑  “愛知県犬山市の町丁・字一覧”.   人口統計ラボ. 2024年2月19日閲覧。
3. ↑  “読み仮名データの促音・拗音を小書きで表記するもの(zip形式) 愛知県” (zip).   日本郵便 (2024年2月29日). 2024年3月26日閲覧。
4. ↑  “市外局番の一覧” (PDF).   総務省 (2022年3月1日). 2022年3月22日閲覧。
5. ↑  “ナンバープレートについて”.   一般社団法人愛知県自動車会議所. 2024年1月21日閲覧。
6. 1 2 3 4 5 6 7 8 9 10 11 12 13 14 15 16 17 18 19 20 21 22 23 24 25 26 27 28 29 30 31 32 33 34 35 36 37 38 39 40 41 42 43 44 45 46 47 48 49 50 51 52 53 54 55 56 57 58 59 60 61 62 63 64 65 66 67 68 69 70 71 72 73 74 75 76 77 78 79 80 81 82 83 84  “愛知県犬山市犬山の住所一覧”.   ゼンリン. 2024年7月23日閲覧。
7. ↑  総務省統計局 (2014年3月28日). “平成7年国勢調査の調査結果(e-Stat) - 男女別人口及び世帯数 －町丁・字等” (CSV). 2021年7月20日閲覧。
8. ↑  総務省統計局 (2014年5月30日). “平成12年国勢調査の調査結果(e-Stat) - 男女別人口及び世帯数 －町丁・字等” (CSV). 2021年7月20日閲覧。
9. ↑  総務省統計局 (2014年6月27日). “平成17年国勢調査の調査結果(e-Stat) - 男女別人口及び世帯数 －町丁・字等” (CSV). 2021年7月21日閲覧。
10. ↑  総務省統計局 (2012年1月20日). “平成22年国勢調査の調査結果(e-Stat) - 男女別人口及び世帯数 －町丁・字等” (CSV). 2021年7月21日閲覧。
11. ↑  総務省統計局 (2017年1月27日). “平成27年国勢調査の調査結果(e-Stat) - 男女別人口及び世帯数 －町丁・字等” (CSV). 2021年7月21日閲覧。